# Campionato mondiale maschile under 16 di calcio 1987
Il Campionato mondiale di calcio Under-16 1987 è stato la seconda edizione del torneo di calcio giovanile oggi chiamato Campionato mondiale di calcio Under-17. Il torneo si è svolto in Canada dal 12 al 25 luglio 1987.
In quest'edizione del torneo, sia il premio per il miglior giocatore che quello per il miglior marcatore sono stati condivisi dall'ivoriano Moussa Traoré rispettivamente con il nigeriano Philip Osondu e con il sovietico Jurij Nykyforov. Il premio per il fair play è spettato all'Unione Sovietica, vincitrice della competizione.

## Città e stadi
| Saint John | Saint John's                      |
| --- | --------------------------------- |
| Canada Games Stadium | King George V Park                |
| Capacità: 21,739 | Capacità: 5,000                   |
| Posizione degli stadi del Campionato mondiale di calcio Under-16 1987 (Canada) Montréal Saint John's Toronto Saint John |                                   |
| Toronto | Montréal                          |
| Varsity Stadium | Complexe sportif Claude-Robillard |
| Capacità: 10,000 | Capacità: 9,000                   |
| |                                   |

## Squadre partecipanti
| Confederazione                                        | Qualificate                        |
| ----------------------------------------------------- | ---------------------------------- |
| AFC (Asia)                                            | Corea del Sud Qatar Arabia Saudita |
| CAF (Africa)                                          | Costa d'Avorio Egitto Nigeria      |
| CONCACAF (America Centrale, Settentrionale e Caraibi) | Messico Stati Uniti                |
| CONMEBOL (Sud America)                                | Bolivia Brasile Ecuador            |
| OFC (Oceania)                                         | Australia                          |
| UEFA (Europa)                                         | Francia Italia Unione Sovietica    |
| Nazione ospitante                                     | Canada                             |

La maggior parte delle squadre si qualificò alla competizione grazie ai campionati continentali di categoria. Le nazioni oceaniane (quindi solo l'Australia) e quelle nordamericane (eccetto il Canada, partecipante di diritto essendo la nazione ospitante) ottennero l'accesso attraverso i campionati Under-17, mentre la Federcalcio africana organizzò delle qualificazioni per il torneo.

## Risultati

### Fase a gironi

#### Gruppo A
| Pos. | Squadra | Pt | G | V | N | P | GF | GS | DR |
| ---- | ------- | -- | - | - | - | - | -- | -- | -- |
| 1.   | Italia  | 5  | 3 | 2 | 1 | 0 | 5  | 1  | +4 |
| 2.   | Qatar   | 5  | 3 | 2 | 1 | 0 | 4  | 2  | +2 |
| 3.   | Egitto  | 2  | 3 | 1 | 0 | 2 | 3  | 2  | +1 |
| 4.   | Canada  | 0  | 3 | 0 | 0 | 3 | 1  | 8  | -7 |

#### Gruppo B
| Pos. | Squadra        | Pt | G | V | N | P | GF | GS | DR |
| ---- | -------------- | -- | - | - | - | - | -- | -- | -- |
| 1.   | Costa d'Avorio | 5  | 3 | 2 | 1 | 0 | 3  | 1  | +2 |
| 2.   | Corea del Sud  | 3  | 3 | 1 | 1 | 1 | 5  | 4  | +1 |
| 3.   | Ecuador        | 2  | 3 | 1 | 0 | 2 | 1  | 2  | -1 |
| 4.   | Stati Uniti    | 2  | 3 | 1 | 0 | 2 | 3  | 5  | -2 |

#### Gruppo C
| Pos. | Squadra        | Pt | G | V | N | P | GF | GS | DR |
| ---- | -------------- | -- | - | - | - | - | -- | -- | -- |
| 1.   | Australia      | 4  | 3 | 2 | 0 | 1 | 3  | 4  | -1 |
| 2.   | Francia        | 3  | 3 | 1 | 1 | 1 | 4  | 3  | +1 |
| 3.   | Arabia Saudita | 3  | 3 | 1 | 1 | 1 | 2  | 1  | +1 |
| 4.   | Brasile        | 2  | 3 | 0 | 2 | 1 | 0  | 1  | -1 |

#### Gruppo D
| Pos. | Squadra          | Pt | G | V | N | P | GF | GS | DR |
| ---- | ---------------- | -- | - | - | - | - | -- | -- | -- |
| 1.   | Unione Sovietica | 5  | 3 | 2 | 1 | 0 | 12 | 3  | +9 |
| 2.   | Nigeria          | 3  | 3 | 1 | 1 | 1 | 4  | 4  | 0  |
| 3.   | Messico          | 3  | 3 | 1 | 1 | 1 | 3  | 9  | -6 |
| 4.   | Bolivia          | 1  | 3 | 0 | 1 | 2 | 6  | 9  | -3 |

### Fase ad eliminazione diretta
|  | Quarti di finale       | Quarti di finale       |                     |                      | Semifinali                | Semifinali                |  |  | Finale                 | Finale |
|  |                        |                        |                     |                      |                           |                           |  |  |                        |        |
|  | 19 luglio - Toronto    |                        |                     |                      |                           |                           |  |  |                        |        |
|  |                        |                        |                     |                      |                           |                           |  |  |                        |        |
|  | Italia                 | 2                      |                     |                      |                           |                           |  |  |                        |        |
|  | Italia                 | 2                      | 22 luglio - Toronto |                      |                           |                           |  |  |                        |        |
|  | Corea del Sud          | 0                      |                     |                      |                           |                           |  |  |                        |        |
|  | Corea del Sud          | 0                      | Italia              | 0                    |                           |                           |  |  |                        |        |
|  | 19 luglio - Montréal   |                        | Italia              | 0                    |                           |                           |  |  |                        |        |
|  |                        | Nigeria                | 1                   |                      |                           |                           |  |  |                        |        |
|  | Australia              | Nigeria                | 1                   | 0                    |                           |                           |  |  |                        |        |
|  | Australia              |                        | 25 luglio - Toronto | 0                    |                           |                           |  |  |                        |        |
|  | Nigeria                | 1                      |                     |                      |                           |                           |  |  |                        |        |
|  | Nigeria                | 1                      | Nigeria             | 1 (2)                |                           |                           |  |  |                        |        |
|  | 19 luglio - Saint John |                        | Nigeria             | 1 (2)                |                           |                           |  |  |                        |        |
|  |                        | Unione Sovietica (dtr) | 1 (4)               |                      |                           |                           |  |  |                        |        |
|  | Costa d'Avorio         | Unione Sovietica (dtr) | 1 (4)               | 3                    |                           |                           |  |  |                        |        |
|  | Costa d'Avorio         | 22 luglio - Saint John |                     | 3                    |                           |                           |  |  |                        |        |
|  | Qatar                  | 0                      |                     |                      |                           |                           |  |  |                        |        |
|  | Qatar                  | 0                      | Costa d'Avorio      | 1                    | Finale per il terzo posto | Finale per il terzo posto |  |  |                        |        |
|  | 19 luglio - Saint John |                        | Costa d'Avorio      | 1                    | Finale per il terzo posto | Finale per il terzo posto |  |  |                        |        |
|  |                        | Unione Sovietica       | 5                   |                      |                           |                           |  |  |                        |        |
|  | Unione Sovietica       | Unione Sovietica       | 5                   | 3                    | Italia                    | 1                         |  |  |                        |        |
|  | Unione Sovietica       |                        |                     | 3                    | Italia                    | 1                         |  |  |                        |        |
|  | Francia                | 2                      |                     | Costa d'Avorio (dts) | 2                         |                           |  |  |                        |        |
|  | Francia                | 2                      |                     |                      | 2                         |                           |  |  |                        |        |
|  |                        |                        |                     |                      |                           |                           |  |  | 24 luglio - Saint John |        |
|  |                        |                        |                     |                      |                           |                           |  |  |                        |        |

## La finale
| Arbitro: | José Roberto Wright |

|                    |                      |                    |
| Osondu 11’         | Marcatori            | 6’ Nykyforov       |
|                    | Tiri di rigore 2 – 4 |                    |
| Sebastian Brodrick | Allenatori           | Aleksandr Piskarev |

Il match finale della competizione vide scontrarsi la Nigeria, campione in carica, e l'Unione Sovietica, capitanata dall'ora uzbekistano Mirdzhalol Kasymov. Cominciò titolare anche Tenworimi Duere, partecipante all'edizione del 1985 in cui, proprio in finale, era stato espulso. Avvenne tutto nei primi minuti della partita: infatti l'URSS partì subito con un goal di Jurij Nykyforov, e dopo cinque minuti arrivò il pareggio delle aquile verdi con Philip Osondu. Il pareggio fu mantenuto anche in seguito, così si passò ai calci di rigore, in cui prevalsero i sovietici per 4-2.

## Classifica marcatori
| Gol |  |  | Giocatore          | Squadra          |
| --- |  |  | ------------------ | ---------------- |
| 5   |  |  | Moussa Traoré      | Costa d'Avorio   |
| 5   |  |  | Yuriy Nikiforov    | Unione Sovietica |
| 4   |  |  | Sergey Harutyunyan | Unione Sovietica |
| 4   |  |  | Philip Osondu      | Nigeria          |
| 3   |  |  | Michaël Debève     | Francia          |
| 3   |  |  | Fabio Gallo        | Italia           |